# Xã Oto, Quận Woodbury, Iowa
Xã Oto (tiếng Anh: Oto Township) là một xã thuộc quận Woodbury, tiểu bang Iowa, Hoa Kỳ. Năm 2010, dân số của xã này là 286 người.